# Tabakierka anatomiczna

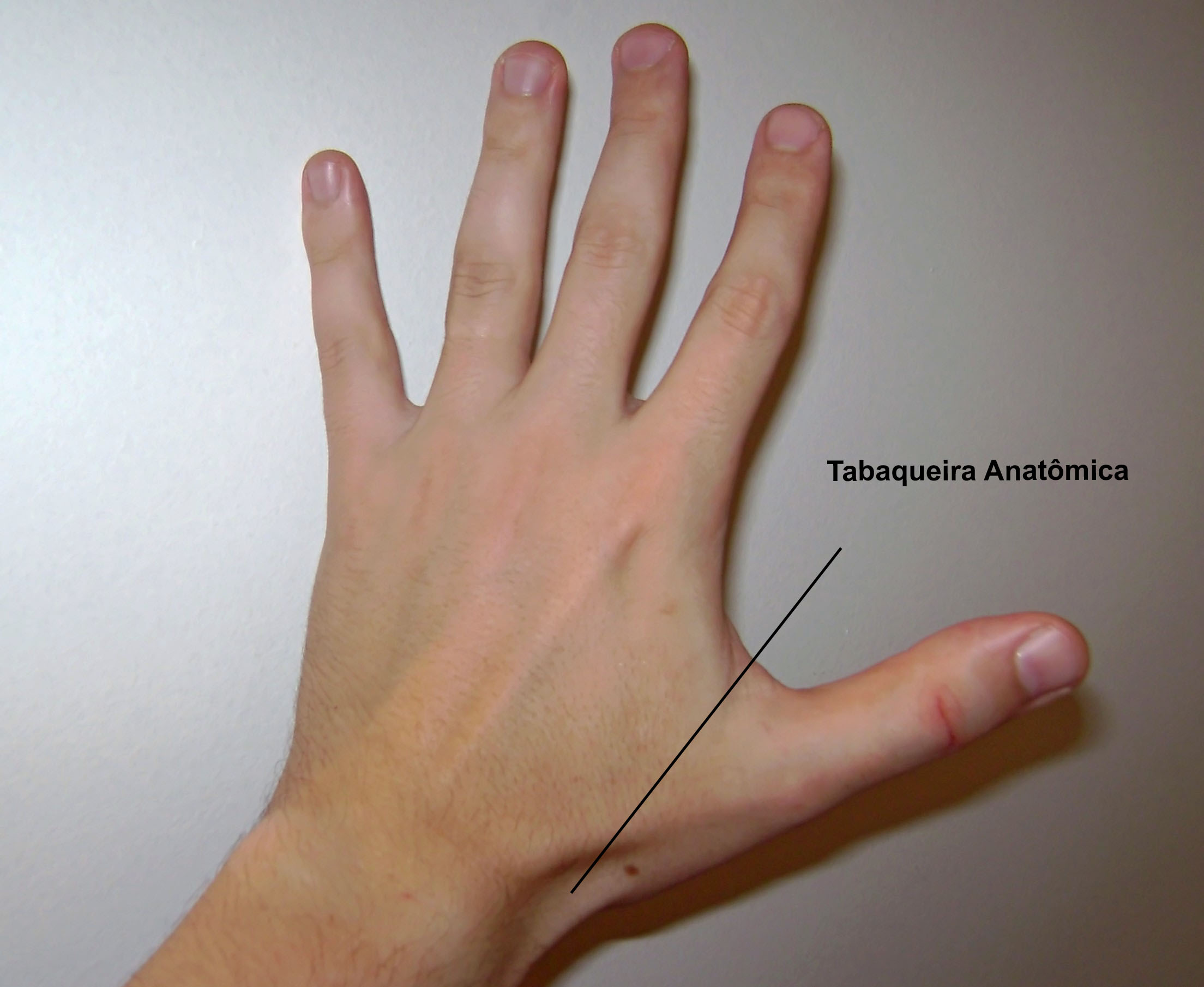
Tabakierka anatomiczna na lewej ręce

Tabakierka anatomiczna, dołek promieniowy (łac. foveola radialis) – w anatomii człowieka zagłębienie skóry, widoczne na ręce, ograniczone od strony łokciowej ścięgnem mięśnia prostownika długiego kciuka, zaś od strony promieniowej ścięgnami mięśnia prostownika krótkiego kciuka i mięśnia odwodziciela długiego kciuka.
Dno dołka promieniowego stanowią kości: łódeczkowata i czworoboczna większa, po dnie przebiega tętnica promieniowa z towarzyszącymi żyłami.
Nazwa tabakierki anatomicznej została nadana dołkowi promieniowemu przez anatomów francuskich, gdyż w miejscu tym kładzie się zwyczajowo przed zażyciem porcję tabaki.